# Nagrada Stjepan Džalto
Nagradu Stjepan Džalto je književna nagrada koju je u cilju popularizacije književnog stvaralaštva i u počast hrvatskom književniku iz BiH Stjepanu Džalti utemeljila kulturna udruga Hrvatska uzdanica Uskoplje. Dodjeljuje se od 2009. godine, a sastoji se od plakete i novčanog iznosa od 500 KM.
Utemeljitelj nagrade, Hrvatska uzdanica, je 2012. godine izdala knjigu Skopaljski Rabelais u kojoj se nalaze odabrane priče koje su pristigle na prva dva natječaja za ovu nagradu.

## Dobitnici
- 2010.: Kristina Posavac, za priču Dijagnoza: patka[3]

Prosudbeno povjerenstvo činili su predsjednik prof. dr. Antun Lučić, te članovi Luca Milišić i Tomislav Šarić.
- 2011.: Lidija Butković, za priču Nezamislivi cirkus Gospodina K.[4]

Predsjednik prosudbenog povjerenstva bio je prof. dr. Antun Lučić.
- 2012.: Vlado Kudić, za priču Snaga riči

-